# Бажбеук-Мелікян Лавінія Олександрівна
Лавінія Олександрівна Бажбеук-Мелікян (3 квітня 1922, Тифліс — 2005, Єреван) — вірменська і російська художниця. Народний художник Вірменської РСР.

## Біографія
Народилась у 1922 році в Тифлісі у родині визначного вірменського художника Олександра Бажбеук-Мелікяна. У 1935 році переїхала до Єревану. У 1944–1944  роках навчалась у Художньому училищі імені Ф. Терлемезяна. У 1944 році вступила до Московського художнього інституту імені Сурікова, займалась в майстерні С. В. Герасимова. Завершила навчання у 1951 році, після чого працювала в майстернях П. Д. Коріна над створенням мозаїчного панно для станції Московського метро «Комсомольська». Невдовзі повернулась до Вірменії.
У 1954 році була прийнята до Спілки художників СРСР. У 1962 і 1964 роках обиралась у правління Спілки художників Вірменії. У 1976 році отримала звання Заслуженого художника Вірменської РСР, у 1983 — Народного художника Вірменської РСР. З 1988 року — член-кореспондент Академії мистецтв СРСР, у 1997 році отримала звання Заслуженого діяча мистецтв РФ. З 2002 року — дійсний член Російської академії мистецтв.
Останні роки жила і працювала у Москві.
Роботи знаходяться в Музеї сучасного мистецтва (Єреван), Національній галереї Вірменії, художніх фондах Вірменії і Росії, численних галереях і приватних колекціях інших країн.

## Творчість
Головними жанрами у творчості Лавінії Бажбеук-Мелікян були портрет і натюрморт.
По поверненні до Вірменії художниця багато працювала у селах, змальовуючи життя вірменських селян, його простоту і природну красу. Вона говорила:
Одна з моїх найулюбленіших тем —  село. Я люблю строгий гарний пейзаж вірменського села, але особливо люблю його людей, з їх простотою і життєствердною силою, щирістю, пластичною красою, людей з обпаленими сонцем обличчями. До таких людей неможливо бути байдужим, і зображати їх — велика радість.
Останні роки життя більше працювала в майстерні, створюючи портрети друзів-художників, автопортрети, натюрморти. Мистецтвознавці відзначають, що на творчу манеру Лавінії найбільший вплив справили батько, Олександр Бажбеук-Мелікян, та інший видатний вірменський художник Мартирос Сар'ян, в її роботах поєднуються традиції російського реалізму і колорит вірменської живопису.

## Нагороди
- 1970 — Золота медаль за участь у виставці творів художників Вірменії на ВДСГ у Москві[3].
- 1974 — Диплом Академії мистецтв СРСР за серію портретів[3].
- 1981 — Срібна медаль Академії мистецтв СРСР за портрети сучасників[5].

## Виставки
З 1951 року постійно брала участь в республіканських, всесоюзних і міжнародних виставках.
- 1965 — участь в декаді вірменського мистецтва в Болгарії[2].
- 1979 — персональна виставка, Єреван[3].
- 1980 — персональна виставка, Москва[3].
- 2007 — персональна виставка (посмертна), Виставкові зали Російської академії мистецтв, Москва[6][7].
- 2008 — персональна виставка (посмертна), Спілка художників Вірменії, Єреван[8].